# ウィリアム・ゴールドマン
ウィリアム・ゴールドマン（William Goldman, 1931年8月12日 - 2018年11月16日）は、アメリカ合衆国イリノイ州シカゴ出身の脚本家・小説家・劇作家。兄のジェームズ・ゴールドマンも作家。ドイツ系ユダヤ人。

## 来歴
オベリン大学とコロンビア大学で学ぶ。5冊の小説と、3つの戯曲を書いた後に脚本家となり、1969年の『明日に向って撃て!』と1976年の『大統領の陰謀』でアカデミー脚本賞を受賞。
彼はまたアマチュアのマジシャンでもあり、マジックの世界を舞台にした『マジック』の原作・脚本を担当。
2018年11月16日、死去。

## 主な脚本担当映画
- 『動く標的』 Harper (1966)
- 『明日に向って撃て!』 Butch Cassidy and the Sundance Kid (1969)
- 『ホット・ロック』 The Hot Rock (1972)
- 『ステップフォードの妻たち』 The Stepford Wives (1975)
- 『華麗なるヒコーキ野郎』 The Great Waldo Pepper (1975)
- 『大統領の陰謀』 All the President's Men (1976)
- 『マラソンマン』 Marathon Man (1976)
- 『遠すぎた橋』 A Bridge Too Far (1977)
- 『マジック』 Magic (1978)
- 『ビッグ・ヒート』 Heat (1986)
- 『プリンセス・ブライド・ストーリー』 The Princess Bride (1987)
- 『ミザリー』 Misery (1990)
- 『透明人間』 Memoirs of an Invisible Man (1992)
- 『チャーリー』 Chaplin (1992)
- 『マーヴェリック』 Maverick (1994)
- 『ゴースト&ダークネス』 The Ghost and the Darkness (1996)
- 『チェンバー/凍った絆』 The Chamber (1996)
- 『目撃』 Absolute Power (1997)
- 『将軍の娘/エリザベス・キャンベル』 The General's Daughter (1999)
- 『アトランティスのこころ』 Hearts in Atlantis (2001)
- 『ドリームキャッチャー』 Dreamcatcher (2003)
- 『ワイルドカード』 Wild Card (2015)

## 日本語訳された著書
- 『マラソン・マン』（沢川進訳、早川書房） 1975、のちハヤカワ文庫NV
- 『華麗なるヒコーキ野郎』（河原畑寧訳、二見書房） 1976
- 『マジック（英語版）』（沢川進訳、早川書房） 1979.2
- 『ティンセル（英語版）』（沢川進訳、角川書店） 1986.1
- 『プリンセス・ブライド』（佐藤高子訳、早川書房、ハヤカワ文庫FT） 1986.5
- 『ブラザーズ（英語版）』（沢川進訳、早川書房、ハヤカワ文庫NV） 1990.5
- 『殺しの接吻（英語版）』（酒井武志訳、早川書房、ハヤカワ・ミステリ） 2004.6